# Nykirke
Nykirke is een plaats in de Noorse gemeente Horten, provincie Vestfold. Nykirke telt 715 inwoners (2007) en heeft een oppervlakte van 0,7 km².